# Internationales Jahr der älteren Menschen

Logo des internationalen Jahres der älteren Menschen

Von den Vereinten Nationen wurde das Jahr 1999 zum Internationalen Jahr der älteren Menschen (auch IYOP, von engl. International Year of Older Persons) erklärt. 
Es ist damit Element der Dekade der Vereinten Nationen für die Beseitigung der Armut. Dies geschah anlässlich des zehnten Jahrestages ihres Internationalen Aktionsplanes über Altersfragen 1992, um die UN-Grundsätze für ältere Personen (Unabhängigkeit, Teilnahme, Fürsorge, Selbstverwirklichung, Würde) bekannter zu machen und das gesellschaftliche Verständnis und die Bemühungen für die Situation der älteren Menschen zu fördern.